# Croix de guerre
Croix de guerre (Válečný kříž) je vyznamenání Francouzské republiky zavedené 2. dubna 1915. Jde o vyznamenání za chrabrost v boji s nepřítelem a uděluje se francouzským a spojeneckým vojákům.

## Verze
Existují různé verze francouzského Croix de Guerre lišící se pouze stužkou:
| Stužka                                        | Vyznamenání |
| Válečný kříž za službu v 1. sv. válce         | Croix de guerre 1914–1918 (za službu v první světové válce) |
| Válečný kříž za službu v 2. sv. válce         | Croix de guerre 1939–1945 (za službu v druhé světové válce) |
| Válečný kříž za službu v 2. sv. válce         | Croix de guerre Vichy (druhá světová válka) |
| Válečný kříž za službu v 2. sv. válce         | Croix de guerre de la Légion des Volontaires Français (Vichistická Francie – druhá světová válka)                                                                 |
| Válečný kříž za službu v 1. nebo 2. sv. válce | Croix de guerre des Théatres d'Opérations Exterieures (TOE) (za službu v jiné než první světové válce nebo druhé světové válce vybojované mimo francouzskou půdu) |